# 彩凤华侨管理区
彩凤华侨管理区是中国云南省大理白族自治州宾川县曾经下辖的一个管理区。至2010年并入金牛镇和大营镇前，管理区总面积6.4平方千米，辖8个生产队，全区有1,098户、2,408人，少数民族占总人口的11.50%，归侨1,270人、侨眷838人，占总人口的87.54%。

## 历史
1952年3月，云南省公安厅建立国营牛井劳改农场。1979年6月18日，为安置越南归侨，撤销牛井劳改农场，建立国营彩凤华侨农场，由省侨办主管，包括牛井地区、大营地区和干甸地区。2009年3月20日，国营彩凤华侨农场改制为宾川县人民政府彩凤华侨管理区。2010年12月，撤销彩凤华侨管理区，牛井片区并入金牛镇，大营片区并入大营镇，改制为华侨社区。